# Zakimi Seifu
Zakimi Ueekata Seifu (座喜味 親方 盛普) (20 décembre 1801 – 21 avril 1859) aussi connu sous son nom de style chinois Mō Kōtoku (毛 恒徳), est un aristocrate et fonctionnaire du gouvernement du royaume de Ryūkyū. Il est membre du Sanshikan de 1847 à 1858.

## Biographie
Zakimi Seifu est né dans une famille d'aristocrates nommée Mu-uji Zakimi Dunchi (毛氏 座 喜 味 殿内). Il était le 11ème chef de sa famille et son père, Zakimi Seichin, était membre du Sanshikan sous le règne de Shō Kō.
Zakimi Seifu a été élu membre du Sanshikan en 1847.